# 盎格魯斯球接子屬
盎格魯斯球接子屬（學名：Anglagnostus）是球接子目球接子科下的一個屬。是美國地質學家本傑明·富蘭克林·豪厄爾（Benjamin F. Howell）於1935年發表的。其實早在1877年，由英國地質學家查爾斯·卡拉威發表，但是誤認為球接子屬的一種-杜克斯球接子（Agnostus dux），在1935年建立杜克斯盎格魯斯球接子屬，也發現了新的物種巴魯比奧盎格魯斯球接子（Anglagnostus barroubioensis）。此物種在法國南部埃羅省英國英格蘭西密德蘭施洛普郡南部希尼頓頁岩（Shineton Shales）還有來自阿根廷北部胡胡伊省的普爾馬馬爾卡（不確定）都有發現。

## 描述

### 物種
- 杜克斯盎格魯斯球接子 Anglagnostus dux Howell,1935[1]

=杜克斯球接子 Agnostus dux Callway,1877（異名）
- 巴魯比奧盎格魯斯球接子 Anglagnostus barroubioensis Howell,1935[1]
  - 巴魯比奧盎格魯斯球接子相似種 Anglagnostus aff. barroubioensis Nielsen,1996[5]

- 盎格魯斯球接子的疑問種
  - Anglagnostus? sp. Tortello,2003[4]
  - Anglagnostus? sp. Vizcaïno&Álvaro,2002[3]